# Mathias Wais
Mathias Wais (* 1948) ist ein deutscher Psychologe und Sachbuchautor.

## Werdegang
Wais studierte Psychologie, Judaistik und Tibetologie in München, Tübingen und Haifa und schloss das Studium als Diplompsychologe ab. Eine psychoanalytische Ausbildung und Forschungen folgten. Er leitete bis 2012 die Dortmunder Beratungsstelle für Kinder, Jugendliche und Erwachsene und ist Autor mehrerer Sachbücher.
Mathias Wais lebt in Worpswede, ist verheiratet und hat zwei Kinder.

## Werke (Auswahl)
- Als Marilyn Monroe in den Himmel kam – Diskurs über die moderne Biographie, Johannes M. Mayer & Co GmbH, Stuttgart 2005
- Sexueller Missbrauch: Symptome – Prävention – Vorgehen bei Verdacht, Gesundheitspflege initiativ, Esslingen 2010
- Das Ich findet sich, wenn es sich loslässt - Über den roten Faden im Leben, Gesundheitspflege initiativ, Esslingen 2010
- Sinn & Unsinn der Ehe heute, Gesundheitspflege initiativ, Esslingen 2013
- Biografiearbeit – Lebensberatung – Krisen und Entwicklungschancen des Erwachsenen, Urachhaus, Stuttgart 2015
- Mobbing: Der kollektive Doppelgänger, Gesundheitspflege initiativ, Esslingen 2017
- Ich bin, was ich werden könnte: Entwicklungschancen des Lebenslaufs – Anregungen für die Biographiearbeit, Info3-Verlag, Frankfurt a. M. 2020
- Ach du liebe Anthroposophie – Briefe an eine Freundin, INFO3-Verlag, Frankfurt a. M. 2020